# لورن والش
لورن والش (انگلیسی: Lauren Walsh) هنرپیشه اهل ایالات متحده آمریکا است.

## گزیده فیلمشناسی
از فیلم‌ها یا برنامه‌های تلویزیونی که وی در آن نقش داشته‌است می‌توان به آثار زیر اشاره کرد.
- ملاقات با اسپارتی‌ها (۲۰۰۸)
- باکره ۱۸ساله (۲۰۰۹)